# Al-Hassan al-Muthanna
Hasan ibn Hasan (en arabe : ٱلْحَسَن ٱبْن ٱلْحَسَن), Connu comme al-Hasan al-Muthanna (en arabe : ٱلْحَسَن ٱلْمُثَنَّىٰ),, était un arrière-petit-fils de Mahomet.

## Jeunesse
Son père était Al-Hassan ibn Ali,. Sa mère était Khawlah bint Manzur ibn Zaban ibn Sayyar Fazari. Hasan al-Muthanna était présent à la bataille de Kerbala. Ahmad bin Ibrahim Hasani cite, dans une tradition citée d'Abu Mikhnaf, a déclaré qu'il avait alors dix-neuf ou vingt ans.
Le jour de l'Achoura, il a bravement combattu aux côtés de l'imam Hussein et sort blessé, il a été retenu captif. Son oncle maternel, Asma' bin Kharijah Fazari, l'a sauvé. Il fut guéri à Koufa ; et après avoir récupéré, il est retourné à Médine.
Son oncle, Hussein ibn Ali, lui aurait proposé de choisir l'une des deux filles de ses filles, entre Sukayna et Fatimah, pour être sa femme. Hasan, qui était trop timide pour accepter, a donc choisi Fatimah, car elle ressemblait à sa grand-mère Fatima Zahra.

## Enfants
Seyed Ibn Tâwûs écrit sur le mérite et la noblesse de Hasan bin Hasan et de quelques autres enfants de l'Imam Hasan : « Ce sont des gens dont la position élevée et le mérite sont reconnus par tous les musulmans ».
Selon une partie d'une narration rapportée par l'Imam Reza sur la continuation de la progéniture de l'imam Hasan et de l'Imam Hussein, on en déduit que Hasan al-Muthanna a eu de nombreux enfants et que la progéniture de l'Imam Hasan a continué à travers lui et un autre frère de son nom Zayd. Il a été rapporté dans cette tradition : « La progéniture d'Hasan bin Ali a continué à travers deux de ses fils nommés Zayd et Hasan. Zayd avait un fils qui s'appelait Hasan. Aussi, Hasan al-Muthanna avait des fils nommés Abdullah al-Kamil, Ibrahim al-Ghamr et Hasan al-Muthallath de Fatima bint Hussein ; Ja'far et Da'wud d'Umm al-Walad ; Muhammad de Ramlah bint Saïd ibn Zayd ; qui a continué une troisième génération d'Imam Hasan (AS).